# Delphastus pusillus
Delphastus pusillus är en skalbaggsart som först beskrevs av Leconte 1852.  Delphastus pusillus ingår i släktet Delphastus och familjen nyckelpigor. Inga underarter finns listade i Catalogue of Life.